# Syndicat du travail sexuel
Pour les articles homonymes, voir Strass (homonymie).
Le Syndicat du travail sexuel (acronyme STRASS) est un syndicat qui existe en France depuis le 20 mars 2009. Il défend les droits des travailleurs du sexe, c'est-à-dire principalement  des prostitués mais aussi des acteurs pornographiques ou encore les opérateurs de téléphone rose.

## Objectifs
Le STRASS a été créé en tant qu'association loi de 1901 lors des assises de la prostitution qui se sont tenues en mars 2009 au théâtre de l'Odéon, à Paris.
Le syndicat, dont certains représentants affirmaient quelques jours après sa création que ses fédérations comptaient en France entre cent et deux cents adhérents, a été conçu comme un outil au service de l’auto-organisation des travailleurs du sexe. Sa principale priorité, d'après Malika Amaouche, membre du collectif Droits et prostitution et coordinatrice des Assises de la prostitution de 2009, était alors l'abrogation de la loi pour la sécurité intérieure de 2003, qui interdisait le racolage passif,.
Il a également pour objectif de lutter contre la discrimination et la marginalisation dont souffrent les travailleurs du sexe, en revendiquant notamment des statuts professionnels permettant d'assurer leur protection sociale et leur retraite.
Il cherche aussi à permettre aux travailleurs du sexe de reprendre la parole dans le débat public sur leur activité professionnelle, selon son trésorier Maîtresse Nikita.

## Interventions

### Santé
En 2017, le STRASS annonce la mise en place d’une mutuelle pour les prostituées en partenariat avec la Mutuelle de Prévoyance interprofessionnelle,,. « C'est un geste politique qui nous ancre dans la société », s'est réjouie Axelle de Sade, porteuse de ce projet au sein du syndicat.En 2021, le partenariat est rompu et c'est la PMIF qui devient le partenaire du STRASS. 

### Loi de pénalisation des clients

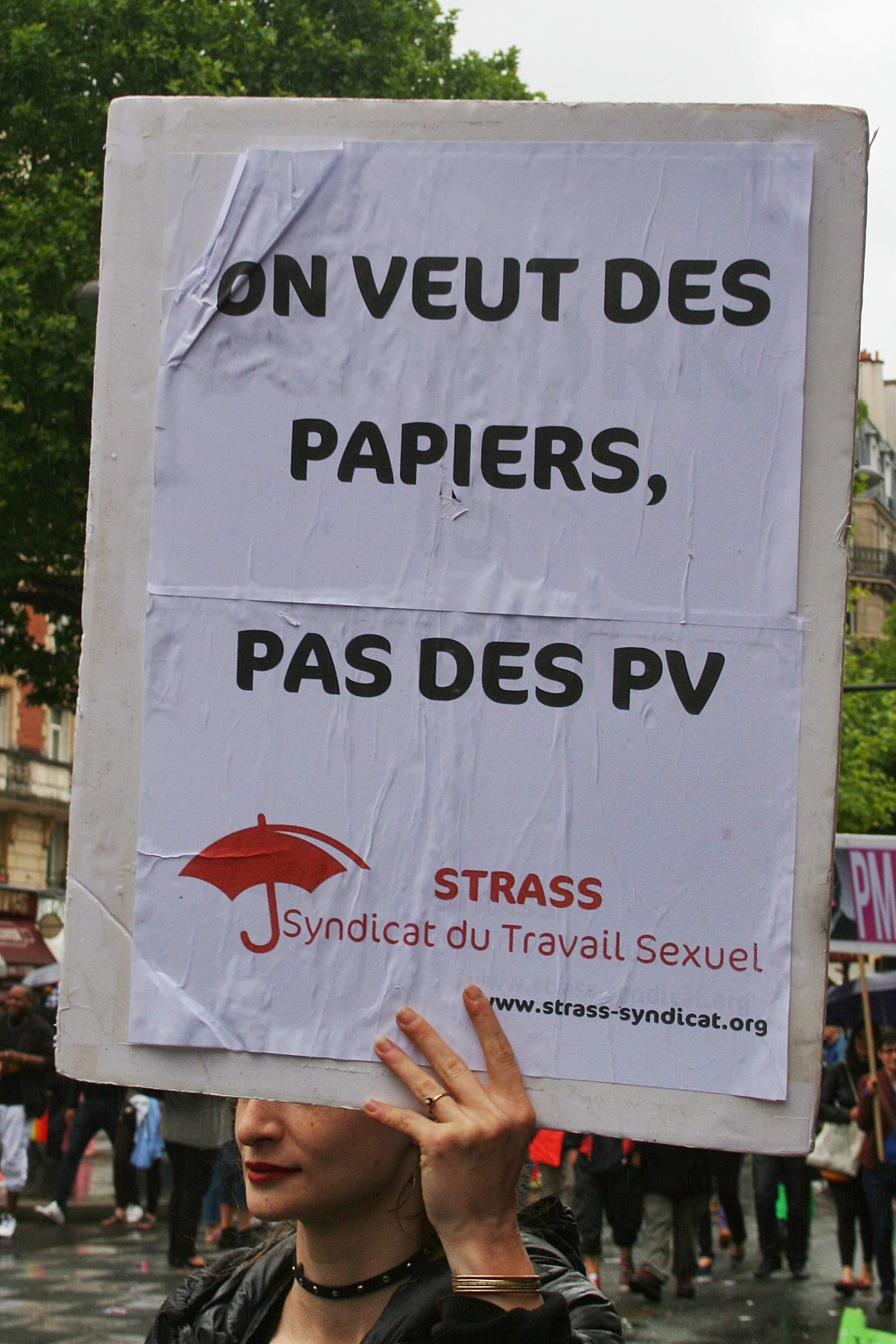
Membre du STRASS, tenant une pancarte défendant les droits des travailleurs du sexe, lors de la marche des fiertés à Paris en 2014.

Le STRASS prend position contre le projet de loi de pénalisation des clients de prostitués, appelant ainsi à la manifestation du 4 décembre 2013, qui a rassemblé environ 200 prostitué(e)s. Sa secrétaire générale en 2011, Morgane Merteuil avait par avance écrit : « Nous sommes prosexe, proporno, proputes, et pour la liberté de porter le voile », tout en jugeant abject et antiféministe le « Manifeste des 343 salauds ».
Le 5 juin 2017, une question prioritaire de constitutionnalité (QPC) est déposée par le STRASS et huit autres associations (dont Médecins du monde) et cinq travailleuses du sexe, contre la loi visant à pénaliser les clients de la prostitution. Selon leur avocat Patrice Spinosi : « Notre objectif est de démontrer que la loi qui devait davantage protéger les prostituées n'a pas rempli ses objectifs, bien au contraire, elle est contre-productive. »
En février 2019, le Conseil constitutionnel ne censure pas la loi contre la prostitution, jugeant  qu'elle n'est pas contraire à la liberté d'entreprendre et au droit au respect de la vie privée.

## Critiques
En juillet 2020, un texte collectif publié dans le journal L'Humanité dénonce le STRASS en le décrivant comme une instance corporatiste confondant défense des droits des prostituées et intérêts des proxénètes éventuels. Ce texte est entre autres cosigné par des syndicalistes de la Confédération générale du travail, des représentants du Parti communiste français, du Parti de gauche, Nathalie Arthaud, ainsi que des membres d'organisations féministes abolitionnistes.
En décembre 2022, le STRASS s’est retrouvé au cœur d’une polémique après avoir relayé sur Twitter un article du Parisien titré « Hausse de la prostitution des mineures : ‘celles qui sont forcées représentent une minorité’ ». Cette publication a été perçue comme une valorisation de la prostitution impliquant des mineurs, ce qui a suscité l’indignation de figures féministes abolitionnistes telles que la sénatrice Laurence Rossignol, qui a dénoncé un « tweet de la honte », rappelant que toute relation sexuelle entre un majeur et un mineur de moins de 15 ans constitue un viol et un crime. En réponse, le STRASS a publié une série de tweets défendant la titularité du choix sexuel dès l’âge de la majorité (15 ans) et critiquant les accusations de légitimation de la prostitution des mineurs, comparant notamment la controverse à des accusations homophobes historiques.